# Campeonato Mundial de Atletismo de 2015 - Maratona feminina
A prova da maratona feminina do Campeonato Mundial de Atletismo de 2015 foi disputada dia 30 de agosto nas ruas de Pequim.

## Recordes
| Tipo                  | Atleta          | Tempo   | Local     | Data                 | Ref |
| --------------------- | --------------- | ------- | --------- | -------------------- | --- |
|                       | Paula Radcliffe | 2:15:25 | Londres   | 13 de abril de 2003  | ver |
| Recorde do campeonato | Paula Radcliffe | 2:20:57 | Helsinque | 14 de agosto de 2005 | ver |

## Medalhas
| Ouro              | Prata              | Bronze             |
| Mare Dibaba (ETH) | Helah Kiprop (KEN) | Eunice Kirwa (BHR) |

## Cronograma
Todos os horários são locais (UTC+8).
| Data         | Hora  | Evento |
| ------------ | ----- | ------ |
| 30 de agosto | 07:30 | Final  |

## Resultado

### Final
A corrida teve início às 7:30. 
| Colocação         | Atleta                       | Nacionalidade   | Tempo   | Notas |
| ----------------- | ---------------------------- | --------------- | ------- | ----- |
| Medalha de ouro   | Mare Dibaba                  | Etiópia         | 2:27:35 |       |
| Medalha de prata  | Helah Kiprop                 | Quênia          | 2:27:36 |       |
| Medalha de bronze | Eunice Kirwa                 | Bahrein         | 2:27:39 |       |
| 4                 | Jemima Sumgong               | Quênia          | 2:27:42 |       |
| 5                 | Edna Kiplagat                | Quênia          | 2:28:18 |       |
| 6                 | Tigist Tufa                  | Etiópia         | 2:29:12 |       |
| 7                 | Mai Ito                      | Japão           | 2:29:48 |       |
| 8                 | Tirfi Tsegaye                | Etiópia         | 2:30:54 |       |
| 9                 | Kim Hye-song                 | Coreia do Norte | 2:30:59 |       |
| 10                | Serena Burla                 | Estados Unidos  | 2:31:06 | SB    |
| 11                | Rasa Drazdauskaitė           | Lituânia        | 2:31:23 | SB    |
| 12                | Filomena Costa               | Portugal        | 2:31:40 |       |
| 13                | Sairi Maeda                  | Japão           | 2:31:46 |       |
| 14                | Risa Shigetomo               | Japão           | 2:32:37 |       |
| 15                | Alina Prokopeva              | Rússia          | 2:32:44 |       |
| 16                | Ding Changqin                | China           | 2:33:04 |       |
| 17                | Alessandra Aguilar           | Espanha         | 2:33:42 |       |
| 18                | O. P. Jaisha                 | Índia           | 2:34:43 | NR    |
| 19                | Sudha Singh                  | Índia           | 2:35:35 | PB    |
| 20                | Visiline Jepkesho            | Quênia          | 2:36:17 |       |
| 21                | Sinead Diver                 | Austrália       | 2:36:38 | SB    |
| 22                | Katarína Berešová            | Eslováquia      | 2:37:24 |       |
| 23                | Sarah Klein                  | Austrália       | 2:37:58 | SB    |
| 24                | Esther Erb                   | Estados Unidos  | 2:38:15 | SB    |
| 25                | Lishan Dula                  | Bahrein         | 2:38:18 |       |
| 26                | Clara Canchanya              | Peru            | 2:39:24 |       |
| 27                | Liina Luik                   | Estónia         | 2:39:42 | PB    |
| 28                | Wang Xueqin                  | China           | 2:41:42 |       |
| 29                | Anne-Mari Hyryläinen         | Finlândia       | 2:41:59 |       |
| 30                | Kim Seongeun                 | Coreia do Sul   | 2:42:14 |       |
| 31                | Kateryna Karmanenko          | Ucrânia         | 2:43:12 | SB    |
| 32                | Yiu-Kit Ching                | Hong Kong       | 2:43:28 |       |
| 33                | Annelie Johansson            | Suécia          | 2:43:42 |       |
| 34                | Nebiat Habtemariam           | Eritreia        | 2:44:42 | SB    |
| 35                | Munkhzaya Bayartsogt         | Mongólia        | 2:45:01 |       |
| 36                | Iuliia Andreeva              | Quirguistão     | 2:45:04 |       |
| 37                | He Yinli                     | China           | 2:45:05 |       |
| 38                | Lily Luik                    | Estónia         | 2:45:22 | SB    |
| 39                | Anita Kažemaka               | Letônia         | 2:45:54 | SB    |
| 40                | Gulzhanat Zhanatbek          | Cazaquistão     | 2:45:54 |       |
| 41                | Yeum Goeun                   | Coreia do Sul   | 2:46:46 |       |
| 42                | Aster Tesfaye                | Bahrein         | 2:46:54 |       |
| 43                | Sultan Haydar                | Turquia         | 2:47:11 |       |
| 44                | Charlotte Karlsson           | Suécia          | 2:47:40 |       |
| 45                | Hsu Yu-Fang                  | Taipé Chinesa   | 2:48:01 |       |
| 46                | Julia Degan                  | Austrália       | 2:49:26 | SB    |
| 47                | Roselaine Benites            | Brasil          | 2:49:28 |       |
| 48                | Louise Wiker                 | Suécia          | 2:49:57 |       |
| 49                | Niluka Geethani Rajasekara   | Sri Lanka       | 2:50:40 |       |
| 50                | Mayada Al-Sayad              | Palestina       | 2:53:39 |       |
| 51                | Dailín Belmonte              | Cuba            | 2:56:18 | SB    |
| 52                | Hsieh Chien-Ho               | Taipé Chinesa   | 2:58:25 |       |
|                   | Souad Aït Salem              | Argélia         | DNF     |       |
|                   | Hortensia Arzapalo           | Peru            | DNF     |       |
|                   | Michele Cristina das Chagas  | Brasil          | DNF     |       |
|                   | Barkahoum Drici              | Argélia         | DNF     |       |
|                   | Sitora Hamidova              | Uzbequistão     | DNF     |       |
|                   | Kim Hye-gyong                | Coreia do Norte | DNF     |       |
|                   | Soumiya Labani               | Marrocos        | DNF     |       |
|                   | Heather Lieberg              | Estados Unidos  | DNF     |       |
|                   | Luvsanlkhündegiin Otgonbayar | Mongólia        | DNF     |       |
|                   | Tanith Maxwell               | África do Sul   | DNF     |       |
|                   | Beata Naigambo               | Namíbia         | DNF     |       |
|                   | Irina Smolnikova             | Cazaquistão     | DNF     |       |
|                   | Claudia Paula Todoran        | Roménia         | DNF     |       |
|                   | Lalita Babar                 | Índia           | DNS     |       |
|                   | Olena Popova                 | Ucrânia         | DNS     |       |

Legenda
| Recorde mundial       | Recorde mundial (World record)               |                       | Recorde africano                      | Recorde africano (African) |                                           | Q | Classificado por posição (Qualified) |
| Recorde do campeonato | Recorde do campeonato (Championship record)  | Recorde da América    | Recorde da América (Americas)         | q                          | Classificado por melhor tempo (Qualified) |   |                                      |
| Melhor marca do ano   | Melhor marca do ano (World leading)          | Recorde asiático      | Recorde asiático (Asian)              | DNS                        | Não largou (Did not start)                |   |                                      |
| Recorde nacional      | Recorde nacional (National record)           | Recorde europeu       | Recorde europeu (European)            | DNF                        | Não terminou (Did not finish)             |   |                                      |
| Recorde pessoal       | Recorde pessoal do atleta (Personal best)    | Recorde da Oceania    | Recorde da Oceania (Oceania)          | DSQ / DQ                   | Desclassificado (Disqualified)            |   |                                      |
| Recorde da temporada  | Recorde da temporada do atleta (Season best) | Recorde sul-americano | Recorde sul-americano (South America) | NM                         | Sem marca (No mark)                       |   |                                      |